# 勒什沃格
勒什沃格（法語：Rœschwoog，法語發音：[ʁœʃvoɡ]）是法国下莱茵省的一个市镇，属于阿格诺-维桑堡区。

## 地理
勒什沃格（48°49'43"N, 8°2'3"E）面积9.75 平方千米，位于法国大東部大區下莱茵省，该省份为法国大陆部分最东部的省份，是阿尔萨斯的一部分，今与上莱茵省组成了阿尔萨斯欧洲集体，其南至上莱茵省，西南接孚日省和默尔特-摩泽尔省，西接摩泽尔省，北与德国接壤，东侧沿莱茵河与德国相望。
与勒什沃格接壤的市镇（或旧市镇、城区）包括：路易堡、勒伊特奈姆、罗珀奈姆、伦策奈姆-奥厄奈姆。
勒什沃格的时区为UTC+01:00、UTC+02:00（夏令时）。

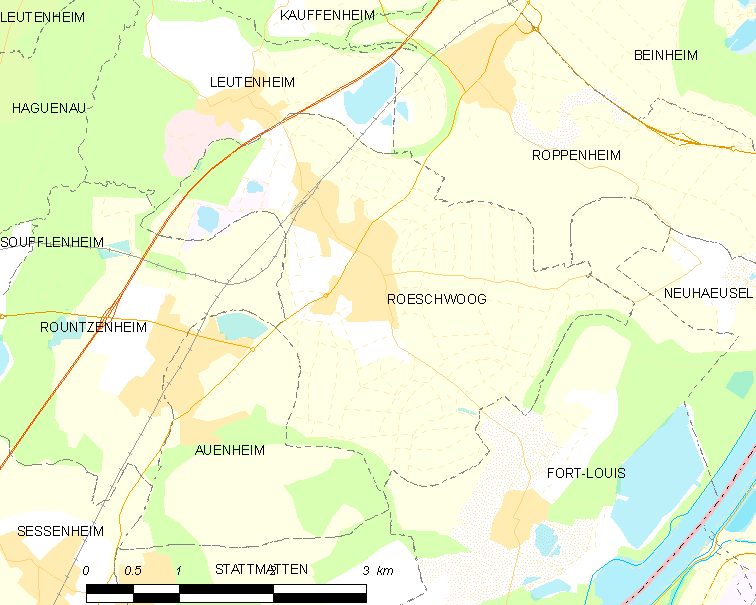
勒什沃格的OSM定位图

## 行政
勒什沃格的邮政编码为67480，INSEE市镇编码为67405。

## 政治
勒什沃格所属的省级选区为比什维莱尔县。

## 人口

1962-2008年间勒什沃格人口变化图示

勒什沃格于2022年1月1日时的人口数量为2273人。